# League Cup 1985/86
Der League Cup 1985/86 war die 26. Austragung des seit 1960 existierenden englischen League Cup.
Der Wettbewerb startete am 20. August 1985 mit der Ersten Runde und endete am 20. April 1986 mit dem Finale in Wembley. Der Titel ging durch einen 3:0-Finalerfolg über die Queens Park Rangers an Oxford United. Der seit Beginn der Football League First Division 1985/86 erstmals in der höchsten englischen Spielklasse spielende Verein aus Oxford sicherte sich damit den ersten Titel der Vereinsgeschichte. Die Queens Park Rangers erreichten zum zweiten Mal nach ihrem Titelgewinn von 1967 (3:2 gegen West Bromwich Albion) das Finale des Ligapokals.

## Erste Runde
|                     | Gesamt |                         | Hinspiel | Rückspiel |
| ------------------- | ------ | ----------------------- | -------- | --------- |
| Aldershot Town      |        | Leyton Orient           | 1:3      | 2:2       |
| Bolton Wanderers    |        | Stockport County        | 4:1      | 1:1       |
| Bradford City       |        | FC Chesterfield         | 2:2      | 4:3 n. V. |
| Bristol Rovers      |        | AFC Newport County      | 2:0      | 0:1       |
| FC Burnley          |        | FC Bury                 | 2:1      | 3:5       |
| Cambridge United    |        | FC Brentford            | 1:1      | 0:2       |
| Cardiff City        |        | Swansea City            | 2:1      | 1:3       |
| Charlton Athletic   |        | Crystal Palace          | 1:2      | 1:1       |
| Colchester United   |        | FC Millwall             | 2:3      | 1:4       |
| Crewe Alexandra     |        | Carlisle United         | 3:3      | 4:3       |
| FC Darlington       |        | Scunthorpe United       | 3:2      | 0:0       |
| Derby County        |        | Hartlepool United       | 3:0      | 0:2       |
| Halifax Town        |        | Hull City               | 1:1      | 0:3       |
| Hereford United     |        | Bristol City            | 5:1      | 0:2       |
| Mansfield Town      |        | FC Middlesbrough        | 2:0      | 4:4       |
| Notts County        |        | Doncaster Rovers        | 1:0      | 1:2 n. V. |
| Peterborough United |        | Northampton Town        | 0:0      | 0:2       |
| Plymouth Argyle     |        | Exeter City             | 2:1      | 0:2       |
| Preston North End   |        | FC Blackpool            | 2:1      | 3:1       |
| FC Reading          |        | AFC Bournemouth         | 1:3      | 0:2       |
| Rotherham United    |        | Sheffield United        | 1:3      | 1:5       |
| Southend United     |        | FC Gillingham           | 1:1      | 0:2       |
| Torquay United      |        | Swindon Town            | 1:2      | 2:2       |
| Tranmere Rovers     |        | Chester City            | 1:3      | 0:0       |
| FC Walsall          |        | Wolverhampton Wanderers | 1:1      | 1:0       |
| Wigan Athletic      |        | FC Port Vale            | 2:1      | 0:2       |
| FC Wrexham          |        | AFC Rochdale            | 4:0      | 1:2       |
| York City           |        | Lincoln City F.C.       | 2:1      | 2:1       |

## Zweite Runde
|                        | Gesamt      |                     | Hinspiel | Rückspiel |
| ---------------------- | ----------- | ------------------- | -------- | --------- |
| FC Brentford           |             | Sheffield Wednesday | 2:2      | 0:2       |
| Brighton & Hove Albion |             | Bradford City       | 5:2      | 2:0       |
| Bristol Rovers         |             | Birmingham City     | 2:3      | 1:2       |
| FC Bury                |             | Manchester City     | 1:2      | 1:2       |
| Chester City           |             | Coventry City       | 1:2      | 2:7       |
| Crewe Alexandra        |             | FC Watford          | 1:3      | 2:3       |
| Crystal Palace         |             | Manchester United   | 0:1      | 0:1       |
| Derby County           |             | Leicester City      | 2:0      | 1:1       |
| FC Everton             |             | AFC Bournemouth     | 3:2      | 2:0       |
| Exeter City            |             | Aston Villa         | 1:4      | 1:8       |
| FC Fulham              |             | Notts County        | 1:1      | 4:2 n. V. |
| FC Gillingham          |             | FC Portsmouth       | 1:3      | 1:2       |
| Grimsby Town           |             | York City           | 1:1      | 3:2       |
| Hereford United        |             | FC Arsenal          | 0:0      | 1:2 n. V. |
| Ipswich Town           |             | FC Darlington       | 3:1      | 4:1       |
| Leeds United           |             | FC Walsall          | 0:0      | 3:0       |
| FC Liverpool           |             | Oldham Athletic     | 3:0      | 5:2       |
| Mansfield Town         |             | FC Chelsea          | 2:2      | 0:2       |
| FC Millwall            | (4:5 i. E.) | FC Southampton      | 0:0      | 0:0 n. V. |
| Newcastle United       |             | FC Barnsley         | 0:0      | 1:1 n. V. |
| Nottingham Forest      |             | Bolton Wanderers    | 4:0      | 3:0       |
| Leyton Orient          |             | Tottenham Hotspur   | 2:0      | 0:4       |
| Oxford United          |             | Northampton Town    | 2:1      | 2:0       |
| Preston North End      |             | Norwich City        | 1:1      | 1:2       |
| Queens Park Rangers    |             | Hull City           | 3:0      | 5:1       |
| Sheffield United       |             | Luton Town          | 1:2      | 1:3       |
| Shrewsbury Town        |             | Huddersfield Town   | 2:3      | 2:0       |
| AFC Sunderland         |             | Swindon Town        | 3:2      | 1:3 n. V. |
| West Bromwich Albion   |             | FC Port Vale        | 1:0      | 2:2       |
| West Ham United        |             | Swansea City        | 3:0      | 3:2       |
| FC Wimbledon           |             | Blackburn Rovers    | 5:0      | 1:2       |
| FC Wrexham             |             | Stoke City          | 0:1      | 0:1       |

## Dritte Runde
|                   | Ergebnis |                        |
| ----------------- | -------- | ---------------------- |
| Birmingham City   | 1:1      | FC Southampton         |
| FC Chelsea        | 1:1      | FC Fulham              |
| Coventry City     | 0:0      | West Bromwich Albion   |
| Derby County      | 1:2      | Nottingham Forest      |
| Grimsby Town      | 0:2      | Ipswich Town           |
| Leeds United      | 0:3      | Aston Villa            |
| FC Liverpool      | 4:0      | Brighton & Hove Albion |
| Luton Town        | 0:2      | Norwich City           |
| Manchester City   | 1:2      | FC Arsenal             |
| Manchester United | 1:0      | West Ham United        |
| Oxford United     | 3:1      | Newcastle United       |
| FC Portsmouth     | 2:0      | Stoke City             |
| Shrewsbury Town   | 1:4      | FC Everton             |
| Swindon Town      | 1:0      | Sheffield Wednesday    |
| Tottenham Hotspur | 2:0      | FC Wimbledon           |
| FC Watford        | 0:1      | Queens Park Rangers    |

### Wiederholungsspiele
|                      | Ergebnis |                 |
| -------------------- | -------- | --------------- |
| FC Southampton       | 3:0      | Birmingham City |
| FC Fulham            | 0:1      | FC Chelsea      |
| West Bromwich Albion | 4:3      | Coventry City   |

## Vierte Runde
|                     | Ergebnis |                      |
| ------------------- | -------- | -------------------- |
| FC Arsenal          | 0:0      | FC Southampton       |
| Aston Villa         | 2:2      | West Bromwich Albion |
| FC Chelsea          | 2:2      | FC Everton           |
| Ipswich Town        | 6:1      | Swindon Town         |
| FC Liverpool        | 2:1      | Manchester United    |
| Oxford United       | 3:1      | Norwich City         |
| Queens Park Rangers | 3:1      | Nottingham Forest    |
| Tottenham Hotspur   | 0:0      | FC Portsmouth        |

### Wiederholungsspiele
|                      | Ergebnis |                   |
| -------------------- | -------- | ----------------- |
| FC Southampton       | 1:3      | FC Arsenal        |
| West Bromwich Albion | 1:2      | Aston Villa       |
| FC Everton           | 1:2      | FC Chelsea        |
| FC Portsmouth        | 0:0      | Tottenham Hotspur |

### 2. Wiederholungsspiel
|               | Ergebnis |                   |
| ------------- | -------- | ----------------- |
| FC Portsmouth | 1:0      | Tottenham Hotspur |

## Fünfte Runde
|                     | Ergebnis |               |
| ------------------- | -------- | ------------- |
| Aston Villa         | 1:1      | FC Arsenal    |
| FC Liverpool        | 3:0      | Ipswich Town  |
| Oxford United       | 3:1      | FC Portsmouth |
| Queens Park Rangers | 1:1      | FC Chelsea    |

### Wiederholungsspiele
|            | Ergebnis |                     |
| ---------- | -------- | ------------------- |
| FC Arsenal | 1:2      | Aston Villa         |
| FC Chelsea | 0:2      | Queens Park Rangers |

## Halbfinale
|                     | Gesamt |               | Hinspiel | Rückspiel |
| ------------------- | ------ | ------------- | -------- | --------- |
| Queens Park Rangers | 3:2    | FC Liverpool  | 1:0      | 2:2       |
| Aston Villa         | 3:4    | Oxford United | 2:2      | 1:2       |

## Finale
| Oxford United                              | Oxford United | Queens Park Rangers | Queens Park Rangers |
| ------------------------------------------ | --- | --- | ------------------- |
| Oxford United                              | \| 20. April 1986 in London (Wembley-Stadion) \| \| Ergebnis: 3:0 (1:0) \| \| Zuschauer: 90.396 \| \| Schiedsrichter: Keith Hackett \|                                                    | \| 20. April 1986 in London (Wembley-Stadion) \| \| Ergebnis: 3:0 (1:0) \| \| Zuschauer: 90.396 \| \| Schiedsrichter: Keith Hackett \|                                                                   | Queens Park Rangers |
| Oxford United                              | Alan Judge – Dave Langan, John Trewick, Gary Briggs, Malcolm Shotton – Les Phillips, Ray Houghton, Trevor Hebberd, Kevin Brock – John Aldridge, Jeremy Charles Cheftrainer: Maurice Evans | Paul Barron – Alan McDonald, Ian Dawes, Warren Neill, Terry Fenwick – Steve Wicks, Martin Allen (46. Leroy Rosenior), Robbie James, Michael Robinson – Gary Bannister, John Byrne Cheftrainer: Jim Smith | Queens Park Rangers |
| Oxford United                              | 1:0 Trevor Hebberd (41.) 2:0 Ray Houghton (52.) 3:0 Jeremy Charles (86.) | | Queens Park Rangers |
| 20. April 1986 in London (Wembley-Stadion) | | |                     |
| Ergebnis: 3:0 (1:0)                        | | |                     |
| Zuschauer: 90.396                          | | |                     |
| Schiedsrichter: Keith Hackett              | | |                     |